# 小帕爾山
46°36′21″N 12°57′28″E / 46.60583°N 12.95778°E

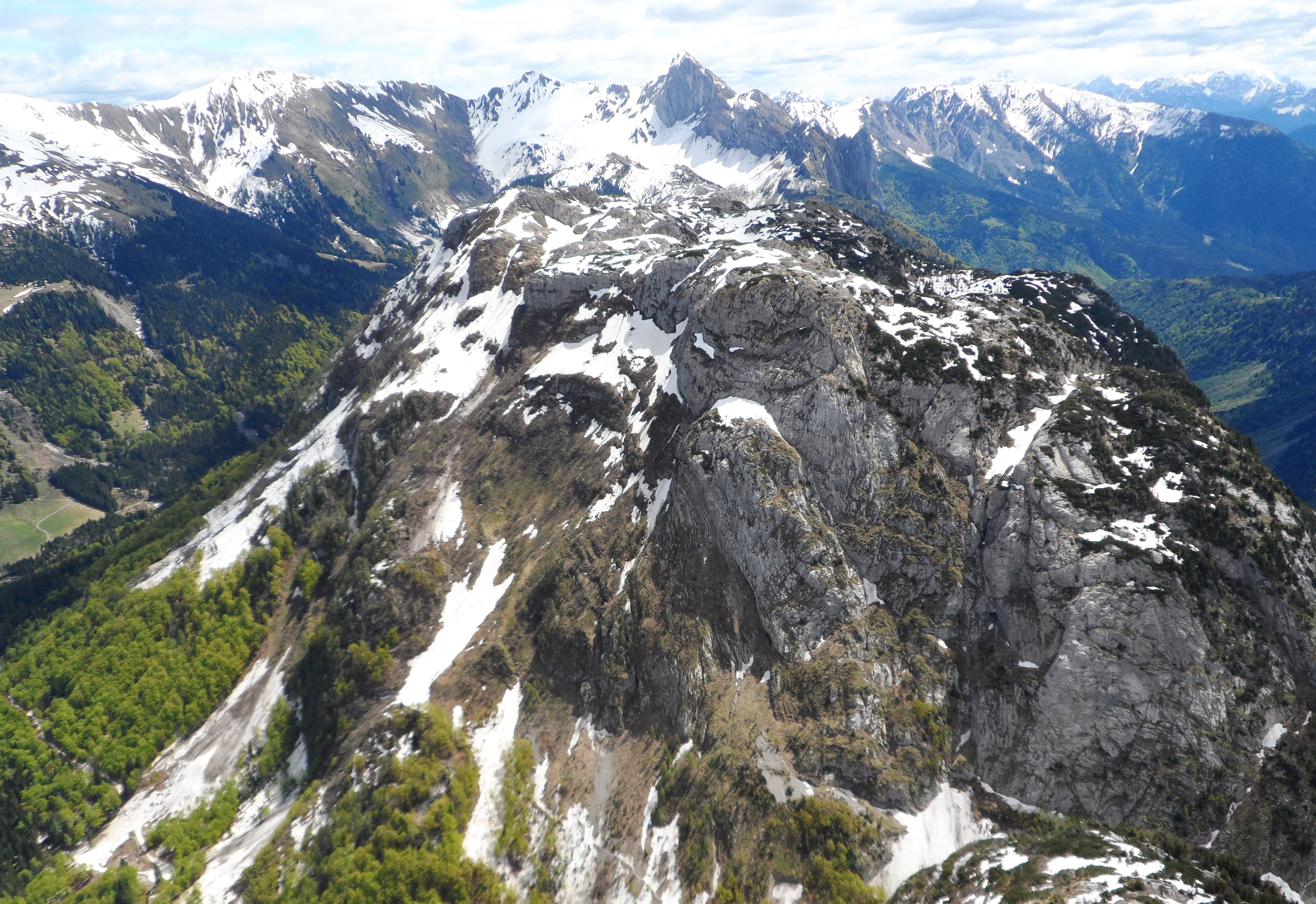

小帕爾山（德語：Kleiner Pal），是中歐的山峰，位於奧地利和意大利接壤的邊境，屬於卡爾尼克阿爾卑斯山脈的一部分，距離弗里申科費爾山1.6公里，海拔高度1,867米，每年平均降雨量2,643毫米。